# Radio Dechovka

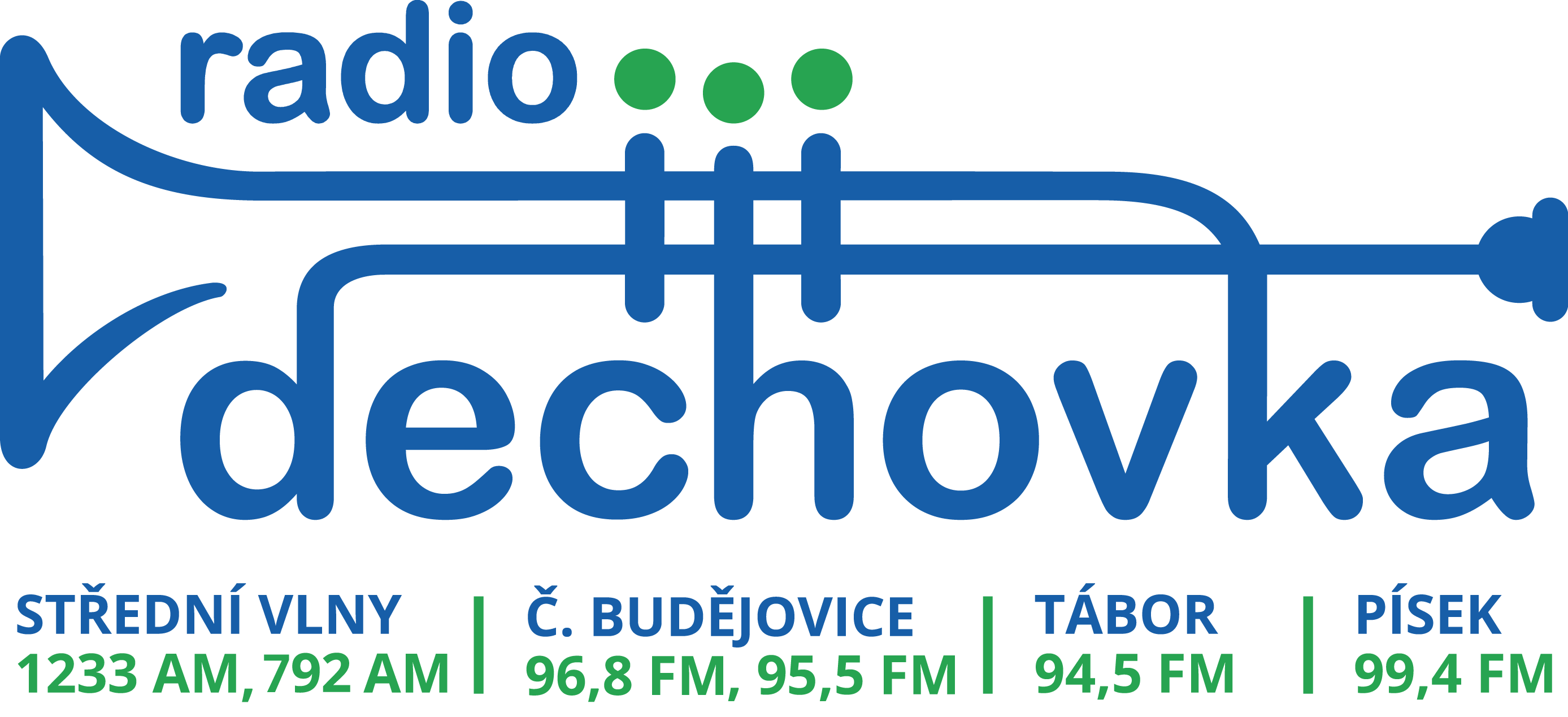
Logo mit Frequenzen

Radio Dechovka ist ein privater tschechischer Radiosender mit Schwerpunkt auf Volks- und Popmusik mit speziellen Programmen für Blasmusik aus Böhmen, Mähren und Schlesien. Er spielt auch Songs aus dem „alten Prag“ sowie populäre Songs aus den 1960er Jahren und Tramp- und Wanderer-Songs.

## Rundfunk
Am 7. Juli 2009 begann der Sender mit der Ausstrahlung im Internet und erhielt später eine landesweite Lizenz für den traditionellen Rundfunk. Derzeit (2016) sendet Radio Dechovka aus dem Studio des Bahnhofs Kojetice. Über die Mittelwellenfrequenz 1233 kHz strahlt Radio Dechovka sein Programm über bis zu 5 Sender mit geringer Sendeleistung aus. Ebenfalls sendet Radio Dechovka über die Mittelwellenfrequenz 792 kHz.
In den Jahren 2016–2017 wurde das Rundfunkprogramm von Radio Dechovka auch digital über DVB-T k.46 im regionalen Multiplex 4 für Prag und Umgebung übertragen. In DVB-T2 sendet Radio Dechovka im Multiplex 23. Weitere regionale Sender:
- In Südböhmen sendet Radio Dechovka auch im UKW-Band:
- České Budějovice und Umgebung 96.8 FM
- Tábor und Umgebung 94.5 FM
- Strakonice und Umgebung 101.1 FM
- Písek und Umgebung 99.4 FM

## Programm
Radio Dechovka produziert regelmäßig eigene Rundfunkprogramme, die auf Tschechisch ausgestrahlt werden. Dazu gehören Folgende:
- Songs auf Anfrage - jeden Tag von 11 bis 13 Uhr, die beliebteste Show von Radio Dechovka, telefonische Wünsche der Hörer werden gespielt.
- Lieder mit Miloň - montags und freitags immer ab 16 Uhr. Autorenshow des Schauspielers aus dem Jára Cimrman Theater Miloň Čepelka. Wir hören Musik und erfahren viele interessante Dinge der Musikwelt.
- Tee um vier Uhr - am Dienstag ab 16 Uhr wird die Moderatorin und Sängerin der Band Strahovanka Marta Adámková mit Menschen aus der Musikindustrie sprechen.
- Die Welt der Blaskapellen - am Donnerstag ab 16 Uhr (kleines Orchester) und bis 23 Uhr (großes Orchester) Moderation: Václav Hlaváček, Chefredakteur der auf Blas- und Volksmusik spezialisierten Zeitschrift Naše muzika.
- Kabarett - am Mittwoch ab 16 Uhr erinnert sich der Kapellmeister der Goldenen Big Band Prag, Petr Sovič, an die Melodien und Bands der vergangenen Jahre zurück.
- Old Country Polka Time - Samstag um 1 und 7 Uhr wird die Show von Jana und Libor Vítů, tschechischen Auswanderern, die in den USA leben, vorbereitet. Sie spielen tschechische Lieder für Landsleute.
- Kulturdienst - jeden Wochentag um 8, 14 und 21 Uhr und am Wochenende um 9 Uhr - aktuelle Auswahl kultureller Veranstaltungen.
- Der Duft des Lagerfeuers - jeden Tag von 20 bis 21 Uhr - Lieder von Wanderern, Festivals und Proben
- Orchesterhalbstunde - jeden Tag von 19.00 bis 19.30 Uhr - ein musikalisches Special, das sich auf bekannte Instrumentalkompositionen und Werke konzentriert
- Pub-Unterhaltung - jeden Tag 22:05 - 22:25 - Abendshow „mit einem Sternchen“ voller pfeffrigem Humor und hemdloser Unterhaltung in Form von multinationalen Liedern.